# Manfred Berger
Manfred Berger (ur. 13 lutego 1943 w Jeßnitz) – wschodnioniemiecki kierowca wyścigowy.

## Kariera
W 1967 roku zadebiutował samochodem SEG we Wschodnioniemieckiej Formule 3 w klasie drugiej (Leistungsklasse 2). W debiutanckim sezonie zdobył sześć punktów i zajął ósme miejsce w klasyfikacji. Rok później z dorobkiem 21 punktów został mistrzem Leistungsklasse 2. W 1969 roku zadebiutował w klasie pierwszej, zajmując piąte miejsce na koniec sezonu. W sezonie 1970 wygrał zawody Bautzener Autobahnring-Rennen, a w klasyfikacji końcowej był trzeci. Sezon 1971 zakończył na piątym miejscu.
Po likwidacji Wschodnioniemieckiej Formuły 3 był piąty w mistrzostwach NRD w klasie C9 w 1972 roku. W 1972 roku ścigał się ponadto Melkusem w Formule Wostok, zajmując dziewiąte miejsce w klasyfikacji ogólnej. W roku 1973 był dziewiąty w wyścigu Ecce Homo.

## Wyniki we Wschodnioniemieckiej Formule 3
| Legenda oznaczeń w tabelach wyników Wyświetl szablon na nowej stronie | Legenda oznaczeń w tabelach wyników Wyświetl szablon na nowej stronie                                                                     |
| Oznaczenie                                                            | Wyjaśnienie |
| --------------------------------------------------------------------- | --- |
| Złoty                                                                 | Zwycięzca lub mistrzostwo |
| Srebrny                                                               | 2. miejsce lub wicemistrzostwo |
| Brązowy                                                               | 3. miejsce lub II wicemistrzostwo |
| Zielony                                                               | Ukończył, punktował (w klasyfikacji generalnej, gdy zdobył co najmniej jeden punkt na przestrzeni sezonu, poza trzema powyższymi opcjami) |
| Niebieski                                                             | Ukończył, nie punktował (w klasyfikacji generalnej, gdy nie zdobył co najmniej jednego punktu na przestrzeni sezonu)                      |
| Czerwony                                                              | Nie zakwalifikował się (NZ) |
| Czerwony                                                              | Nie prekwalifikował się (NPK) |
| Różowy                                                                | Nie ukończył (NU) |
| Różowy                                                                | Niesklasyfikowany (NS) (w klasyfikacji generalnej, gdy nie został sklasyfikowany w żadnym wyścigu sezonu)                                 |
| Czarny                                                                | Zdyskwalifikowany (DK) |
| Czarny                                                                | Wykluczony (WYK/EX) |
| Biały                                                                 | Nie wystartował (NW) |
| Biały                                                                 | Kontuzjowany (K/INJ) |
| Biały                                                                 | Wyścig odwołany (OD/C) |
| Bez koloru                                                            | Został wycofany (WYC/WD) |
| Bez koloru                                                            | Nie przybył (NP/DNA) |
| Bez koloru                                                            | Nie brał udziału w treningach (NT/DNP) |
| Bez koloru                                                            | Nie został zgłoszony (–) |
| Pogrubienie                                                           | Start z pole position |
| Kursywa                                                               | Najszybsze okrążenie wyścigu |
| †                                                                     | Nie ukończył, ale jego rezultat został zaliczony ze względu na przejechanie więcej niż 90% dystansu wyścigu.                              |
| *                                                                     | Sezon w trakcie |
| 1/2/3                                                                 | Punktowana pozycja w sprincie kwalifikacyjnym                                                                                             |
| Lista systemów punktacji Formuły 1                                    | |

| Rok  | Zespół               | Samochód | Silnik   | Wyniki w poszczególnych eliminacjach | Wyniki w poszczególnych eliminacjach | Wyniki w poszczególnych eliminacjach | Wyniki w poszczególnych eliminacjach | Wyniki w poszczególnych eliminacjach | Pkt. | Msc. |
| ---- | -------------------- | -------- | -------- | ------------------------------------ | ------------------------------------ | ------------------------------------ | ------------------------------------ | ------------------------------------ | ---- | ---- |
| 1969 |                      |          |          |                                      |                                      |                                      |                                      |                                      | 10   | 5    |
| 1969 | MC Wolfen-Bitterfeld | SEG II   | Wartburg | 4                                    | NU                                   | NU                                   | 3                                    |                                      | 10   | 5    |
| 1970 |                      |          |          |                                      |                                      |                                      |                                      |                                      | 15   | 3    |
| 1970 | MC Wolfen-Bitterfeld | SEG II   | Wartburg | NU                                   | 1                                    | 5                                    | 3                                    | 11                                   | 15   | 3    |
| 1971 |                      |          |          |                                      |                                      |                                      |                                      |                                      | 11   | 5    |
| 1971 | MC Wolfen-Bitterfeld | SEG II   | Wartburg | NU                                   | NU                                   | 4                                    | 6                                    | 3                                    | 11   | 5    |